# Kanton Thenon
Der Kanton Thenon war von 1790 bis 2015 ein französischer Wahlkreis im Arrondissement Périgueux, im Département Dordogne und in der Region Aquitanien; sein Hauptort war Thenon, Vertreter im Generalrat des Départements war durchgehend von 1982 bis 2015, wiedergewählt 2008, Dominique Bousquet. 
Der Kanton war 193,84 km² groß und hatte 4021 Einwohner (Stand: 1999).

## Gemeinden
| Gemeinde              | Einwohner Jahr | Fläche km² | Bevölkerungsdichte | Postleitzahl | Code INSEE |
| --------------------- | -------------- | ---------- | ------------------ | ------------ | ---------- |
| Ajat                  | 345 (2013)     | –          | – Einw./km²        | 24210        | 24004      |
| Azerat                | 437 (2013)     | –          | – Einw./km²        | 24210        | 24019      |
| Bars                  | 230 (2013)     | –          | – Einw./km²        | 24210        | 24025      |
| La Boissière-d’Ans    | 227 (2013)     | –          | – Einw./km²        | 24640        | 24047      |
| Brouchaud             | 221 (2013)     | –          | – Einw./km²        | 24210        | 24066      |
| Fossemagne            | 614 (2013)     | –          | – Einw./km²        | 24210        | 24188      |
| Gabillou              | 94 (2013)      | –          | – Einw./km²        | 24210        | 24192      |
| Limeyrat              | 455 (2013)     | –          | – Einw./km²        | 24210        | 24241      |
| Montagnac-d’Auberoche | 145 (2013)     | –          | – Einw./km²        | 24210        | 24284      |
| Sainte-Orse           | 380 (2013)     | –          | – Einw./km²        | 24210        | 24473      |
| Thenon                | 1267 (2013)    | –          | – Einw./km²        | 24210        | 24550      |

## Bevölkerungsentwicklung
| 1962 | 1968 | 1975 | 1982 | 1990 | 1999 |
| ---- | ---- | ---- | ---- | ---- | ---- |
| 3945 | 4225 | 4193 | 4115 | 4226 | 4021 |